# Čemerno
Čemerno är ett bergspass i Bosnien och Hercegovina.   Det ligger i entiteten Republika Srpska, i den sydöstra delen av landet, 70 km söder om huvudstaden Sarajevo. Čemerno ligger 1 297 meter över havet.
Terrängen runt Čemerno är varierad.Runt Čemerno är det ganska tätbefolkat, med 60 invånare per kvadratkilometer.. Närmaste större samhälle är Gacko, 10,4 km sydväst om Čemerno. 
Omgivningarna runt Čemerno är en mosaik av jordbruksmark och naturlig växtlighet.